# 214형 잠수함

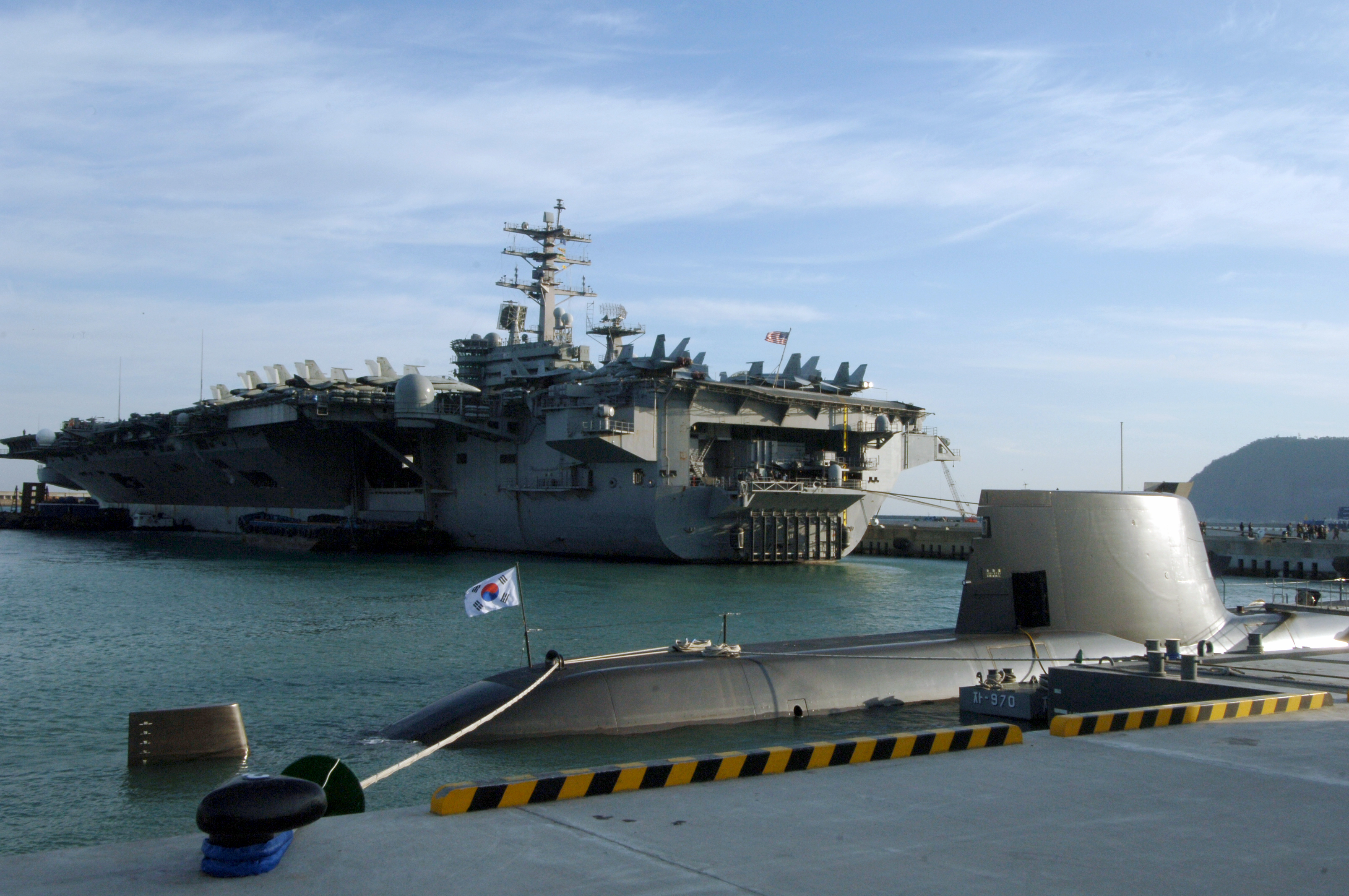
부산항에 정박해 있는 SSK-072 손원일함

214급 잠수함(TYPE 214)은 독일 HDW사에서 209급 잠수함을 기반으로 하여 212급 잠수함 개발로 얻은 신기술을 적용, 개발한 신형 디젤 잠수함이다. 그리스가 최초로 3척을 주문하였으며, 그 다음으로 대한민국이 3척을 주문했다. 이후 포르투갈도 2척을 주문하였다. 대한민국에서는 "손원일급 잠수함"으로 불린다. 현대중공업에서 1번함을 건조하였다. 대한민국은 KSS-II라는 프로젝트 명으로 2007년, 2008년, 2009년에 각각 운용할 예정이었는데, 2005년 말에 6척을 추가로 건조해서 총 9대의 214급 잠수함을 운용할 계획이라고 국방부가 발표했다.
214급은 212급 잠수함에 비해 압력 선체 재질의 향상에 의해 최대잠수심도가 400m 이상으로 깊어질 것이다. 8개의 어뢰관 중 4개는 미사일 발사가 가능하다.
AIP 시스템의 성능은 지멘스 AG PEM (polymer electrolyte membrane) 연료전지를 사용하는데, 개당 120kW의 출력을 낸다. 2개의 연료전지를 탑재 할 경우 2주간의 잠수작전이 가능하다.
스텔스 특성과 프로펠러의 저소음은 잠수함의 음향 신호를 더욱 감소시킨다. 유선형세일과 X글자잠수키를 채용한 선진적인 스타일의 212형태와는 다르고, 베스트 셀러 수출 잠수함인 209형태잠수함에 가까운 보수적인 외관이다.

## 운용국 현황
| 국가     | 함번호 | 이름        | 기공일          | 진수일          | 취역일           | 제작사       |
| 그리스   | S 120  | Papanikolis | 2001년 2월 27일 | 2004년 4월      | 판매중           | 하데베(HDW)  |
| 그리스   | S 121  | Pipinos     | 2003년 2월      | 2006년 1월      | 취소             | 헬레닉조선소 |
| 그리스   | S 122  | Matrozos    | 2004년 2월      | 2007년 11월     | 취소             | 헬레닉조선소 |
| 그리스   | S 123  | Katsonis    | 2005년          | 2007년          | 취소             | 헬레닉조선소 |
| 그리스   |        |             |                 |                 | 헬레닉조선소     |              |
| 그리스   |        |             |                 |                 | 헬레닉조선소     |              |
| 대한민국 | SS 072 | 손원일함    | 2002년 10월     | 2006년 6월 9일  | 2007년 12월 27일 | 현대중공업   |
| 대한민국 | SS 073 | 정지함      | 2004년          | 2007년 6월 13일 | 2008년 12월 2일  | 현대중공업   |
| 대한민국 | SS 075 | 안중근함    |                 | 2008년 6월 14일 | 2009년 12월 1일  | 현대중공업   |
| 대한민국 | SS 076 | 김좌진함    | 2008년          | 2013년 8월 13일 | 2014년 12월 30일 | 대우조선해양 |
| 대한민국 | SS 077 | 윤봉길함    | 2009년          | 2014년 7월 3일  | 2016년 6월 21일  | 현대중공업   |
| 대한민국 | SS 078 | 유관순함    | 2010년          | 2015년 5월 7일  | 2017년 7월 10일  | 대우조선해양 |
| 대한민국 | SS 079 | 홍범도함    | 2011년          | 2016년 4월 5일  | 2018년 1월 19일  | 현대중공업   |
| 대한민국 | SS 081 | 이범석함    | 2012년          | 2016년 11월 8일 | 2019년 5월 13일  | 대우조선해양 |
| 대한민국 | SS 082 | 신돌석함    | 2013년          | 2017년 9월 7일  | 2020년 1월 31일  | 현대중공업   |
| 포르투갈 | S 167  | Tridente    | 2005년          | 2008년 7월 15일 | 2010년 1월       | 하데베(HDW)  |
| 포르투갈 | S 168  | Arpão       | 2005년          | 2009년 5월      | 2010년 10월      | 하데베(HDW)  |

## 기본 제원
- 배수량: 수중배수량 1,700톤 / 1,980톤(그리스) / 1,860톤(대한민국)
- 디젤엔진: 2 MTU 16V 396 (6.24 MW)
- AIP 시스템: 2 HDW PEM fuel cells (240kW)[1]
- 전기모터: Siemens Permasyn 1기 (3.9 MW)
- 수상 배수량 1,700톤
- 수중 배수량 1,860톤
- 길이 65m
- beam 6.3 m
- draft 6 m
- 수상속도 12 노트
- 수중속도 20 노트
- 연료전지속도 2~6 노트
- 수상 최대거리 12,000 해리
- 수중 최대거리 420 해리 (8노트 속력)
- 연료전지 최대 잠항거리 1,248 해리 (4노트 속력)
- 연료전지 최대 잠항시간
  - 2-3시간 (16 - 20 노트)
  - 2일(8 노트)
  - 13일 (4 노트)
- 비교: 209급 최대 잠항시간
  - 1시간 (16 - 20 노트)
  - 2-3일 (4 노트)
- 작전일수 50 일
- 작전심도 400m
- 승무원 27명 (장교 5명, 승무원 22명)
- 무장: 533mm 어뢰발사관 X 8
  - 4개는 하푼 미사일의 발사가 가능한 압축공기 발사관.
  - 탄약고에 중어뢰 16문 이상 적재 가능

### 209급에서 향상된 사항
향상된 성능은 다음과 같다.
- HY80을 사용한 209급 잠수함에 비해 HY100 고장력강을 채택하여 잠항심도가 크게 증가했다.
- 별도의 어뢰적재 해치가 설치되었다.
- 어뢰 재장전장치가 설치되었다.
- 별도의 어뢰 기만 발사장치가 설치되었다.
- ISUS-90을 장착했다. (독일도 아직 없음)
- 측면배열음탐기(FAS)와 예인형 음탐기(TAS)를 탑재했다.
- 120KW급 양자교환막(PEM) AIP 연료전지 2개 유닛을 탑재했다. (총출력 240kW)
  - 독일 해군의 212급 잠수함이 탑재한 연료전지는 34KW급이다.
  - 스웨덴, 일본 등이 채택한 스털링 기관, 프랑스에서 채택한 MESMA AIP 등에 비해 소음이 적다.
  - 입찰 당시 해군의 작전요구사항(ROC)는 18일간의 잠수지속이었다.
- 209급과는 달리 기관제어콘솔에서 함내에 설치된 모든 밸브를 자동으로 제어할 수 있게 되었다.

### 한국도입 214급 성능 일반
214급은 212급에 비해 압력선체 직경이 겨우 0.1m증가한 6.3m로 독일 HDW사는 최대한 214급을 작게(잠수함은 같은성능에서는 작은 것이 우수함) 설계하기 위해 신중한 고려를 거쳤다. 독일내수모델인 212급에 이어 수출형중에는 브릿지핀에 처음 곡선형이 채택된 모델이기도 하다.
안전잠항심도를 400m까지 늘리기 위해 212급의 스텐레스강이 아닌 HY80(내골격) 와 HY100(외부선체) 강을 사용했다. HY100은 일본의 110 강과 성능이 유사하다. 측면배열음탐기(70년대 소나기술의 확장)와 예인소나(80년대 소나기술의 확장) 등 기타 여러 가지 첨단기술을 탑재했다. 독일 212급의 수출형 대양운용버전이며 척당 4,200억 가량이다.
212급은 첫 AIP탑재라는 실험적 성격으로 인해 수소저장합금의 위험성문제로 선체가 복각으로 처리되었으나 이후 설계노하우가 쌓이면서 214급은 AIP이면서도 단각선체로 만들어졌다. AIP는 2~3주간 잠항가능하다. 214급은 2008(추정)봄에 18일이라는 비원잠으로서는 세계최장의 잠항시간기록을 수립하였다. 또 독일의 연료전지식 AIP함은 핵잠뿐 아니라 AIP함중에서도 가장 조용한 것으로 알려져 있다. 일본역시 3천톤급 일본산 잠수함에 AIP를 탑재하고 있지만 이는 스털링방식으로 소음이 연료전지방식의 214급에 비해 상당히 크다. 때문에 일본도 향후 연료전지식으로 방향을 틀 것으로 예상되고 있다.
한국의 214급은 예산절감을 위해 212급에 사용된 고가의 축전지가 아닌 납축전지를 사용하는데 납축전지가 저가이긴 하나 충전특성은 가장 신뢰할 수 있다고 한다. 수소연료의 재충전은 상당히 위험스러운 일로 일본은 한때 해상에서의 보급이 힘들고 수소연료전용의 충전설비가 없는 항구에서
재충전이 힘들다는 이유로 연료전지보다는 스털링기관을 선호한 이유도 있다. 또 함의 유지보수비를 절약하기 위해 씨알피라는 복합소재를 사용하여 함교 및 세일 등의 수면위 구조물을 모두 제작하여 녹방지를 하고 있어 정비소요를 상당히 줄이고 있다.
통합전투체계는 독일의 212에 채택된 것보다 우수한 신형으로 중앙컴퓨터에 통합되어 있는데, 추적능력,
동시어뢰유도능력, 저주파탐지분석능력, 비음향탐지체계통합운영능력, 등이 획기적으로 발전되어있다. 또 209급에 없는 것들로는 선체부착형선배열소나+예인선배열소나(광대역저주파고주파탐지) 어뢰기만기4대 쇼크마운트의 선체뿐아니라 기관조정실 전투정보실 추가적용 영구자석형전동기적용으로 소음감소 등이 적용되어 있다.
209함의 대우조선 건조이후 현대가 잠수함사업 참가를 위해 214급을 무리하게 저가로 수주했는데, 경제사정 악화로 인해 214급 건조원가는 상승하는 데 비해 건조비는 올려주지 않자 214급 4번함부터는 현대가 건조를 포기하여 다시 대우조선에서 건조하는 것으로 2008년 12월 8일 결정되었다. 승무원숫자는 209급보다 3명 적은 30명으로 알려졌으며 한국은 좁은 선내공간 때문에 잠수함 근무여건이 열악해 잠수함근무지원자가 적어진다는 점을 감안해, 차기한국형잠수함은 3,000톤급으로 설계한다는 입장이나 디젤함에서는 2,000톤 이하여야 잠수함으로써 가치가 있다는 주장도 존재한다.

## 대한민국 해군용 214급 잠수함 도입
95년 정부는 현대조선의 반대를 외면하고 기술도입을 위해 209급 추가도입을 결심하지만 이후, 209함 대신 연료전지형 AIP가 탑재된 214급 함의 도입을 결심하게 된다.
본래 초도물량을 값싸게 제공하는 것이 무기거래의 관행이지만, 22번의 재입찰 과정을 통해 한국보다 먼저 214급함을 주문했던 그리스보다도 훨씬 값싼 척당 3억 3,333만 유로에 6척을 주문하게 된다. 한국측의 수주가격이 그리스에 알려지자 그리스 조야에 풍파가 일었고, 당시 EU가입을 위해 재정건전성 요건을 충족시키기 위한 긴축예산이 필요하던 그리스가 독일에 1척의 214급함을 무료로 제공할 것을 요구하고 214급함의 일부 문제를 이유로 함 인수를 거부하는 등의 일이 있기도 하였다.
209때도 설계기술 이전에 참가하지 못한 적 있는 한국은 214급 함 때에도 현대의 소송여파로 실제설계에 참가하지 못해, 한국은 214급 설계가 끝난 뒤 독일에서 별도로 18개월의 가상의 설계훈련을 받는 것으로 만족해야 했다.
초기 독일은 지나치게 한국에 214급을 싸게 넘겨줬다는 이유로 핵심기술이전을 기피하였으나, 214급함에 함이 기울어지고 소음이 독일측이 제시한 스펙에 도달하지 못하는 등의 문제가 발생하였으며, 이로 인해 한국측도 6척에서 3척으로 1차발주분의 물량을 축소하였고 2차발주도 이후 수년간 지연되었다.
손원일급 잠수함(214급)의 국내건조는 KSS-II라는 사업 명칭으로 2000년 3척의 건조를 해군과 현대중공업이 계약하면서 본격적으로 시작되었고, 2018년까지 총 9척의 214형인손원일급 잠수함을 도입하게 된다(손원일함 포함). 모두 1조 2,700억원 규모의 이 사업은 그동안 독일 HDW사의 214형과 프랑스 데세엔이사의 스코르펜급 잠수함이 경합을 벌였다. 대우조선해양이 HDW사와 컨소시엄을 이루고, 현대중공업이 DCNI사와 함께 입찰에 참여하여, 독일 HDW사의 214급이 결정되었으며, 제작을 하는 국내사로 현대중공업이 선정되었다.
정부에서는 사업비로 1조 2,700억~1조 5,000억원 정도로 추산됐으나 막판 경쟁에서 독일측이 파격적인 가격을 제시하여 독일 기종으로 선종되었으며, 이후 실시된 국내 건조업체 입찰(정부 기준가 1조 1,500억원)에서는 현대중공업이 9,450억원, 대우조선이 9,890억원을 써내 현대가 사업권을 따냈다. 당초 KSS-II 사업은 대우측의 수의계약으로 추진되다가, 현대측에서 법적대응까지 하면서 강력하게 반발하자, 경쟁입찰로 바뀌었고, KSS-I에 이어 KSS-II 사업마저 대우에게 빼앗기면, 더 이상 대우의 잠수함 기술을 따라잡을 수 없다는 현대측의 판단에 따라, 적자를 감수하고서라도 상당히 싸게 입찰하기에 이르렀다. 이에 대우조선측은 기술도입료를 제외한 잠수함 적정 건조비가 3,000억원에 이르지만 현대는 불과 800억원에 입찰,문제가 있다고 주장하는등 반발하였으나, 받아들여지지 않았다.
손원일함에는 533mm 어뢰발사관이 8개 탑재되어 있으며, 한국은 사거리 500 킬로미터인 한국형 토마호크 미사일인 천룡을 손원일함에 탑재할 것이라는 언론보도가 있었다. 사거리 1,000km와 1,500km 버전도 개발하고 있다는 것인데, 이 버전이 533mm 어뢰발사관에 장착가능한지에 대해서는 확인보도가 없었다. 원래 미국의 토마호크 미사일은 533mm 어뢰발사관에서 발사가능하도록 개념설계된 것이었다. 대한민국도 최근에 이것을 국산화하는 데 성공했다.
부실 시공 논란(소음 관련 문제)이 있었으나, 이는 사실이 아닌 것으로 밝혀졌다.
214급함의 여러 문제는 내부연료전지배치를 조절해 무게중심을 일부 조정해 기울어짐을 바로잡았고, 이유를 알 수 없던 소음문제는 방향타끝에서 발생하는 것을 한국이 자체기술로 간단히 고치는 방법을 알아내 바로잡았다. 이후 다시 추가발주가 이뤄졌으며, 이 과정에서 핵심기술이전에 인색한 독일건조사로부터 핵심기술이전과 함께 수출옵션까지도 얻어내는 성과를 이루어냈다.
2010년 현재 현대중공업은 손원일함을 비롯해 같은 214급인 2번함 정지함과 3번함 안중근함을 건조했다. 뿐만 아니라 2011년 하반기에 5번함을 건조할 계획이다. 한편 214급 4번함은 대우조선해양에서 건조하고 있다.
214급 6번함은 대우조선해양이 수주(2010년 9월)하였다.이번에 수주한 214급 6번함은 1,800톤으로 대함전 및 대잠전, 적 주요기지 봉쇄 및 차단능력을 겸비하였고, 특히 공기불요장치(AIP: Air-independent propulsion)를 탑재하여 장기간 부상 없이 수중작전이 가능하다. 또한 300여 개의 표적을 자동으로 처리할 수 있는 핵심 무기체계를 갖춘 최신 잠수함으로써 2016년까지 한국 해군에 인도될 예정이다.

## 같이 보기
- 손원일급 잠수함

## 비교되는 잠수함
- 209급 잠수함 - 한국의 수중배수량 1,200톤급 디젤 잠수함. 한국 디젤 잠수함 세력의 주축이다.
- 손원일급 잠수함
- KSS-III
- 로미오급 잠수함 - 소련의 수중배수량 1,700톤급 디젤 잠수함. 북한 디젤 잠수함 세력의 주축이다.
- 쑹급 잠수함 - 중국의 수중배수량 2,200톤급 디젤 잠수함. 로미오급을 개량한 것이다. 중국 디젤 잠수함 세력의 주축이다.
- 오야시오급 잠수함 - 일본의 수중배수량 4,000톤급 디젤 잠수함. 일본 디젤 잠수함 세력의 주축이다.